# Universidade de Vármia-Masúria
A Universidade de Vármia-Masúria é uma universidade pública, com sede em Olsztyn, na Polónia. Foi fundada a 1 de setembro de 1999, após a fusão da Academia de Agricultura e Tecnologia, Escola Superior de Educação e Instituto Teológico de Vármia, ao abrigo da Lei de 9 de Julho de 1999 sobre a criação da Universidade de Warmia e Mazury em Olsztyn. O campus principal está localizado em Kortowo. A escola atende 33 mil estudantes nas dezessete faculdades.

## História
A história da Universidade de Vármia-Masúria remonta a 1950 quando, em 31 de maio, foi fundada a primeira universidade em Olsztyn - a Escola Superior da Agricultura, renomeada em 1972 como Academia de Agricultura e Tecnologia. A 19 de junho de 1969 foi criada em Olsztyn a Escola Superior de Educação, transformada em 1974 na Escola Superior Pedagógica. A 23 de abril de 1980 foi estabeleceu Instituto Teológico de Vária. A 1 de junho de 1999, o Governo adoptou um projecto de lei sobre a fundação da universidade em Olsztyn.
1 de setembro de 1999 é a data oficial da criação da Universidade de Vármia-Masúria em Olsztyn, que foi criada a partir da fusão de três escolas superiores existentes em Olsztyn: Academia de Agricultura e Tecnologia, Escola Superior Pedagógica e Instituto Teológico de Vármia.
No dia da sua criação, a UWM tinha 12 faculdades e 32 cursos e 24,5 mil estudantes. A universidade tinha o direito de habilitação em seis disciplinas científicas e conferir doutorados em 13 disciplinas. O primeiro professor reitor foi Ryszard Gorecki.

## Faculdades
A universidade tem 16 faculdades diferentes:
- Faculdade de Bioengenharia animal
- Faculdade de Letras
- Faculdade de Biologia
- Faculdade de Ciências económicas
- Faculdade de Gestão e agricultura ambiental
- Faculdade de Ciências e das investigações ambientais
- Faculdade de Ciências da alimentação
- Faculdade de Geodésia e do ordenamento do território
- Faculdade de Humanidades
- Faculdade de Direito e administração
- Faculdade de Matemática e ciência da computação
- Faculdade de Ciências médicas
- Faculdade de Ciências sociais
- Faculdade de Ciências técnicas
- Faculdade de Teologia
- Faculdade de Medicina veterinária

## Galeria de fotos

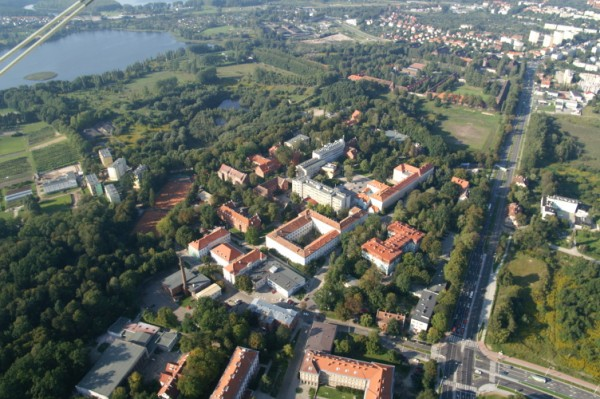
Kortowo
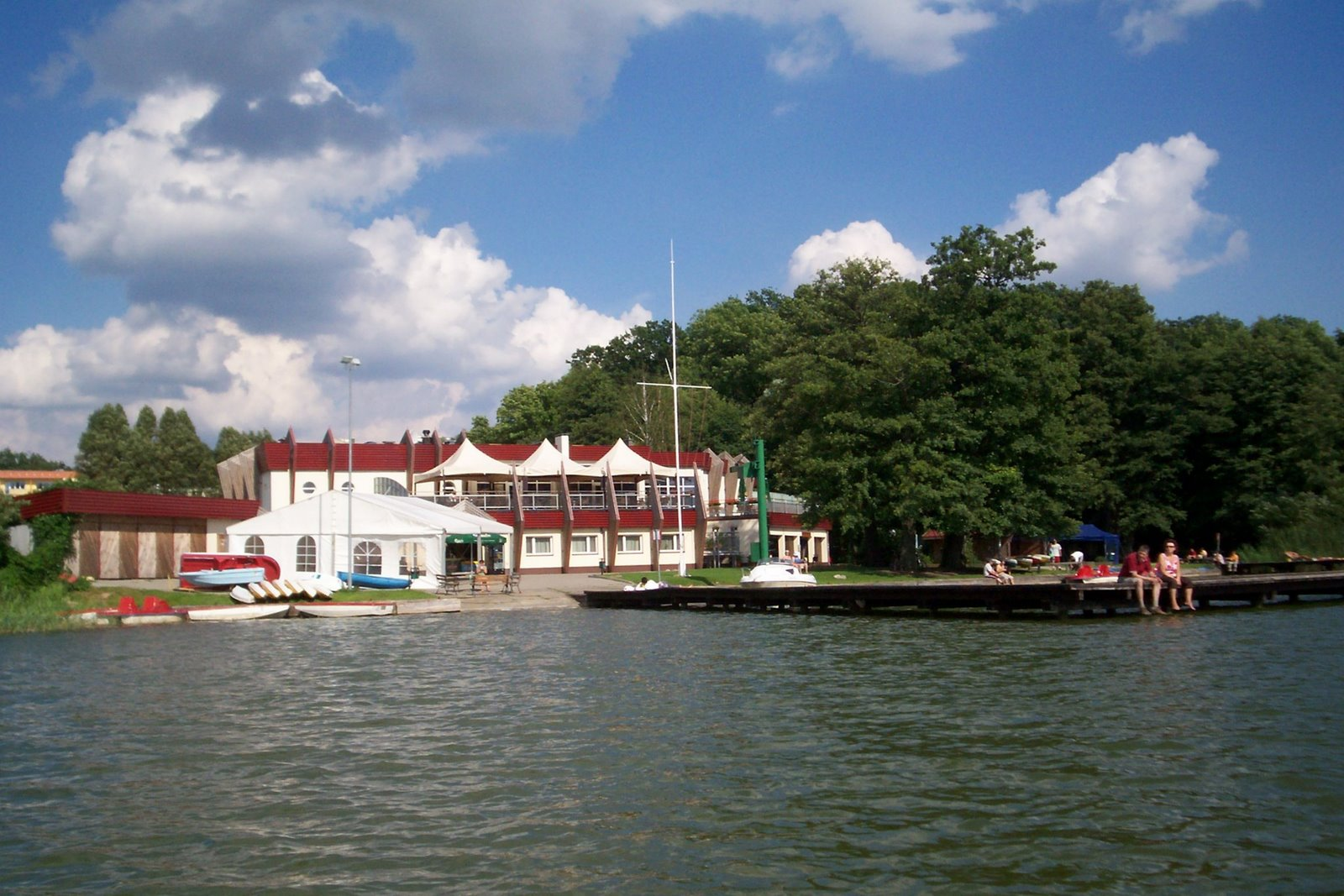
Cais de Kortowo
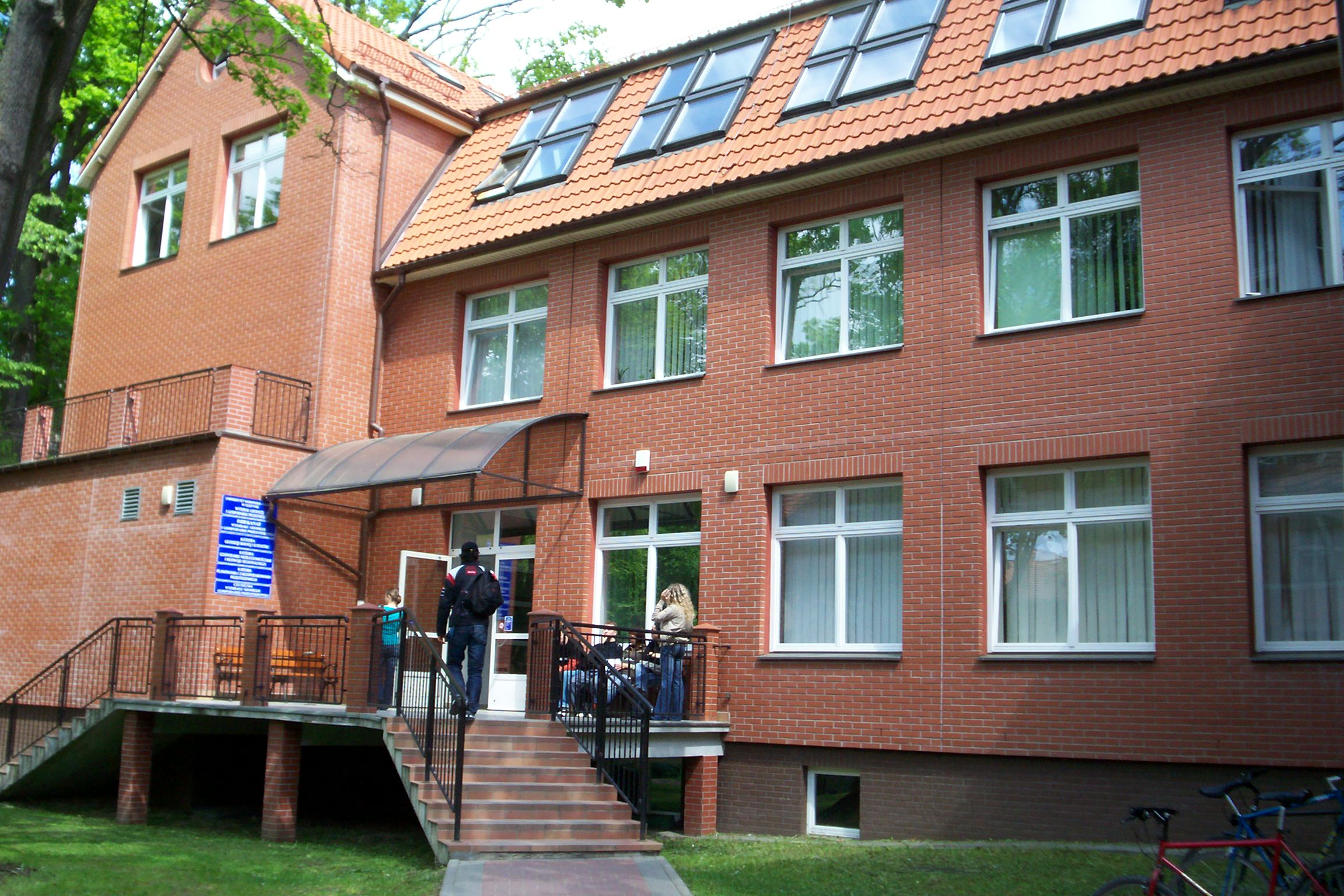
Faculdade da Geodésiae da Gestão e dos Recursos de Terra
Campus Kortowo e a Biblioteca PrincipalCampus Kortowo e a Biblioteca Principal